# Ralf Wolter
Ralf Wolter (2014)

Link zum Bild

Ralf Wolter (* 26. November 1926 in Berlin; † 14. Oktober 2022 in München) war ein deutscher Schauspieler und Synchronsprecher, der in mehr als 60 Jahren in über 230 Film- und Fernsehproduktionen mitspielte. Einem breiten Publikum wurde er durch die Karl-May-Verfilmungen der 1960er Jahre bekannt, in denen er die Figuren Sam Hawkens, Hadschi Halef Omar und Andreas Hasenpfeffer verkörperte.

## Leben
Wolter wurde 1926 in Berlin als Sohn von Erich Wolter, der unter dem Künstlernamen Fritz Amsel als Humorist auftrat, und der Sängerin Thea Wolter geboren. Von 1946 bis 1948 besuchte er die Schauspielschule „Der Kreis“ (Fritz-Kirchhoff-Schule).
Im Mai 2002 machte er durch ein riskantes Wendemanöver auf der A 24 Schlagzeilen, bei dem er einen Unfall mit drei Toten mitverursachte und den Unfallort verließ. Der damals 75-jährige Wolter sagte aus, von dem Unglück nichts bemerkt zu haben. Wegen fahrlässiger Tötung und Gefährdung des Straßenverkehrs wurde er zu einer zehnmonatigen Freiheitsstrafe auf Bewährung und einer Geldstrafe von 10.500 Euro verurteilt.
Ralf Wolter heiratete 1959 Edith Ackermann, mit der er bis zum Tod verheiratet blieb. Aus der Ehe gingen zwei Kinder hervor. Das Paar lebte in München, wo Wolter im Oktober 2022 im Alter von 95 Jahren starb.

## Karriere

### Theater und Kabarett
Nach seiner Schauspielausbildung spielte Wolter an verschiedenen Theatern in Berlin und Potsdam, darunter am Hebbel-Theater und am Theater am Kurfürstendamm wie auch an der dortigen Komödie sowie am Rheinischen Landestheater Neuss. Er trat vorwiegend in Boulevardstücken auf, ab 1971 bevorzugt an der Kleinen Komödie am Max II in München. 1991 stand Wolter als Sam Hawkens im Rahmen der Karl-May-Festspiele in Bad Segeberg ein letztes Mal mit Pierre Brice, mit dem er wiederholt zusammengearbeitet hatte, auf der Bühne. 
2007 und 2008 spielte Wolter in dem Stück Jetzt oder nie – Die Comedian Harmonists der Freilichtspiele Schwäbisch Hall die Rolle des alten Harry Frommermann (Gründer der Comedian Harmonists), der auf sein Leben bei der „ersten Boygroup der Welt“ zurückblickt. Seine Leidenschaft für humoristische Texte und Musik brachte ihn auch zum Kabarett. Von 1954 bis 1958 wirkte er bei den Berliner Gruppen Dachluke, Mausefalle und Rauchfang mit, dann beim Kabarett rendez-vous in Hamburg.

### Film, Fernsehen und Synchron
1951 gab Wolter in der Filmkomödie Die Frauen des Herrn S. sein Filmdebüt. Schon bald galt er als Idealbesetzung für liebenswerte Tollpatsche; seriöse Rollenangebote blieben aus. In den folgenden Jahren war er unter anderem in den Komödien und Lustspielen Die Beine von Dolores (1957), Wenn die Conny mit dem Peter (1958) und Freddy, die Gitarre und das Meer (1959) zu sehen. 1958 hatte er einen Kurzauftritt als Toilettenmann in der Satireverfilmung Wir Wunderkinder mit der prägnanten Textzeile: „Jepinkelt wird immer!“
1961 spielte Wolter an der Seite von James Cagney und Horst Buchholz in Billy Wilders Komödie Eins, Zwei, Drei (One, Two, Three) einen sowjetischen Agenten mit Glatzkopf. 1962 gelang ihm dann mit dem Karl-May-Western Der Schatz im Silbersee der Durchbruch. In der ersten Winnetou-Verfilmung spielte er den Trapper Sam Hawkens (ständige Redewendung: „… wenn ich mich nicht irre, hihihi“), den treuen Begleiter der beiden Helden Winnetou (Pierre Brice) und Old Shatterhand (Lex Barker). Diese Rolle übernahm er auch in fünf weiteren Kinofilmen und in der 14-teiligen Fernsehserie Mein Freund Winnetou (1980).
In dem Abenteuerfilm Der Schut, der ebenfalls auf einem Roman von Karl May basiert, stellte Wolter 1964 erstmals den Hadschi Halef Omar dar, den er auch in den Karl-May-Verfilmungen Durchs wilde Kurdistan (1965) und Im Reiche des silbernen Löwen (1965) spielte. In den Karl-May-Filmen Der Schatz der Azteken (1965) und der Fortsetzung Die Pyramide des Sonnengottes (1965) war er der schwäbische Kuckucksuhrenvertreter Andreas Hasenpfeffer.
Eine seiner wenigen Hauptrollen spielte er 1967 in der in der DDR gedrehten Filmkomödie Die Heiden von Kummerow und ihre lustigen Streiche als Kuhhirte Krischan. Nach der 13-teiligen ZDF-Serie Ein Fall für Titus Bunge (1967), in der Wolter als Titelfigur einen Privatdetektiv verkörperte, und dem letzten Winnetou-Abenteuer Winnetou und Shatterhand im Tal der Toten (1968) wurden seine Kinorollen, unter anderem in verschiedenen Softsex-Filmkomödien, mit der Zeit immer kleiner und banaler. Für ihn ungewöhnlich war seine Rolle als NS-Parteimann in dem Kriegsdrama Eine Liebe in Deutschland (1983).
Ab 1975 war er überwiegend in Fernsehproduktionen wie Tatort, Der Alte, Ein Schloß am Wörthersee und Küstenwache zu sehen. Von 1981 bis 1985 moderierte er als Filmvorführer sieben Folgen der Reihe Das kleine Kino an der Ecke mit Ausschnitten aus großen Kinoproduktionen. Seine letzten Filmauftritte übernahm Wolter in zwei Kinofilmen, in denen er Bewohner eines Altenheimes spielte: Dinosaurier – Gegen uns seht ihr alt aus! (2009) von Leander Haußmann und Bis zum Horizont, dann links! (2012) von Bernd Böhlich. Als Synchronsprecher lieh Wolter u. a. William Hickey (Giftiger Schnee), Sidney James (Das Glück kam über Nacht) und Miraculix in Asterix in Amerika seine Stimme.

## Filmografie (Auswahl)

### Kinofilme
- 1951: Die Frauen des Herrn S.
- 1954: Phantom des großen Zeltes
- 1955: Der Hauptmann und sein Held
- 1955: Oberwachtmeister Borck
- 1955: Hotel Adlon
- 1955: Vor Gott und den Menschen
- 1955: Ihr Leibregiment
- 1955: Urlaub auf Ehrenwort
- 1956: Ein Mädchen aus Flandern
- 1956: Tausend Melodien
- 1956: Der Glockengießer von Tirol
- 1956: Mein Vater, der Schauspieler
- 1956: Der Mustergatte
- 1956: … wie einst Lili Marleen
- 1956: Das alte Försterhaus
- 1957: Der Adler vom Velsatal
- 1957: Jede Nacht in einem anderen Bett
- 1957: Viktor und Viktoria
- 1957: Bekenntnisse des Hochstaplers Felix Krull
- 1957: Der müde Theodor
- 1957: Frühling in Berlin
- 1957: Die Beine von Dolores
- 1958: Das Wirtshaus im Spessart
- 1958: Zeit zu leben und Zeit zu sterben
- 1958: Schmutziger Engel
- 1958: Grabenplatz 17
- 1958: Der Maulkorb
- 1958: Wir Wunderkinder
- 1958: Wenn die Conny mit dem Peter
- 1959: Schlag auf Schlag
- 1959: Freddy, die Gitarre und das Meer
- 1959: Bobby Dodd greift ein
- 1959: Alle Tage ist kein Sonntag
- 1959: Natürlich die Autofahrer
- 1959: Rosen für den Staatsanwalt
- 1959: Das schöne Abenteuer
- 1959: 2 x Adam, 1 x Eva
- 1959: Peter Voss, der Held des Tages
- 1959: Drillinge an Bord
- 1959: Die Gans von Sedan
- 1960: Das kunstseidene Mädchen
- 1960: Wir Kellerkinder
- 1960: Conny und Peter machen Musik
- 1960: Scheidungsgrund: Liebe
- 1960: Mal drunter – mal drüber
- 1961: Kauf Dir einen bunten Luftballon
- 1961: Eine hübscher als die andere
- 1961: Immer Ärger mit dem Bett
- 1961: Adieu, Lebewohl, Goodbye
- 1961: Robert und Bertram
- 1961: Unter Ausschluß der Öffentlichkeit
- 1961: Eins, zwei, drei (One, Two, Three)
- 1961: Der Lügner
- 1961: Ramona
- 1962: Freddy und das Lied der Südsee
- 1962: Die Post geht ab
- 1962: Der Schatz im Silbersee
- 1963: Liebe will gelernt sein
- 1963: Ferien wie noch nie
- 1963: Winnetou 1. Teil
- 1964: Das Wirtshaus von Dartmoor
- 1964: Old Shatterhand
- 1964: Der Schut
- 1964: Ein Sarg aus Hongkong
- 1964: Die Goldsucher von Arkansas
- 1965: Der Schatz der Azteken
- 1965: Die Pyramide des Sonnengottes
- 1965: Durchs wilde Kurdistan
- 1965: Winnetou 3. Teil
- 1965: Im Reiche des silbernen Löwen
- 1966: Wer kennt Johnny R.?
- 1966: Winnetou und das Halbblut Apanatschi
- 1966: Unser Boß ist eine Dame
- 1967: Mister Dynamit – Morgen küßt Euch der Tod
- 1967: Mittsommernacht
- 1967: Die Heiden von Kummerow und ihre lustigen Streiche
- 1967: Heubodengeflüster
- 1968: Paradies der flotten Sünder
- 1968: Otto ist auf Frauen scharf
- 1968: Frau Wirtin hat auch einen Grafen
- 1968: Winnetou und Shatterhand im Tal der Toten
- 1969: Hannibal Brooks
- 1969: Frau Wirtin hat auch eine Nichte
- 1969: Die tolldreisten Geschichten – nach Honoré de Balzac
- 1969: Charley’s Onkel
- 1969: Die jungen Tiger von Hongkong
- 1969: Heintje – Ein Herz geht auf Reisen
- 1969: Helgalein
- 1969: Alle Kätzchen naschen gern
- 1969: Liebe durch die Hintertür
- 1970: Heintje – Einmal wird die Sonne wieder scheinen
- 1970: Hilfe, mich liebt eine Jungfrau
- 1970: Was ist denn bloß mit Willi los?
- 1970: Heintje – Mein bester Freund
- 1970: Beiß mich Liebling!
- 1970: Das Glöcklein unterm Himmelbett
- 1971: Zwanzig Mädchen und die Pauker
- 1971: Das haut den stärksten Zwilling um
- 1971: Tante Trude aus Buxtehude
- 1971: Wir hau’n den Hauswirt in die Pfanne
- 1971: Morgen fällt die Schule aus
- 1971: Einer spinnt immer
- 1971: Urlaubsreport – Worüber Reiseleiter nicht sprechen dürfen
- 1972: Außer Rand und Band am Wolfgangsee
- 1972: Cabaret
- 1972: Kinderarzt Dr. Fröhlich
- 1972: Meine Tochter – deine Tochter
- 1972: Lilli – die Braut der Kompanie
- 1972: Grün ist die Heide
- 1973: Alter Kahn und junge Liebe
- 1973: Unsere Tante ist das Letzte
- 1974: Schwarzwaldfahrt aus Liebeskummer
- 1977: Waldrausch
- 1977: Das Schlangenei
- 1979: Graf Dracula (beisst jetzt) in Oberbayern
- 1982: Piratensender Powerplay
- 1983: Eine Liebe in Deutschland
- 1983: Laß das – ich haß’ das
- 1985: Drei gegen Drei
- 1990: High Score
- 1992: Otto – Der Liebesfilm
- 1996: Kondom des Grauens
- 2009: Dinosaurier – Gegen uns seht ihr alt aus!
- 2012: Bis zum Horizont, dann links!

### Fernsehen (Auswahl)
- 1963: Die Zwölf Geschworenen (Fernsehfilm)
- 1963: Das Kriminalmuseum – Nur ein Schuh
- 1964: Die letzte Folge (Fernsehfilm)
- 1967: Ein Fall für Titus Bunge (Fernsehserie in 13 Folgen als Titus Bunge)
- 1968: Einer fehlt beim Kurkonzert
- 1973: Diamantenparty
- 1973: Lokaltermin, Folge Die Herrenpartie
- 1973: Schwarzwaldmädel
- 1974: Ehrenhäuptling der Watubas
- 1974: Unter einem Dach, Folge Ein rätselhafter Fall
- 1975: Tatort – Als gestohlen gemeldet
- 1975: Beschlossen und verkündet, Folge Der Doppelgänger
- 1976: Vater Seidl und sein Sohn, Folge Fernweh
- 1977: Der Alte – (Folge 1: Die Dienstreise)
- 1978: Polizeiinspektion 1: Auf den Hund gekommen
- 1978: Der Alte – (Folge 15: Zeugenaussagen)
- 1978: Der Alte – (Folge 16: Der Pelikan)
- 1980: Mein Freund Winnetou (Karl-May-Fernsehserie)
- 1982: Drei gegen Hollywood
- 1986: Ein Heim für Tiere (Fernsehserie, eine Folge)
- 1986: Die Krimistunde (Fernsehserie, Folge 21, Episode: Der Stern)
- 1986: Der Fahnder (Fernsehserie, 2 Folgen)
- 1988: Liebling Kreuzberg – Glück kommt, Glück geht
- 1989: Mit Leib und Seele
- 1989: Molle mit Korn
- 1990: Le Gorille, frz. Fernsehserie
- 1993: Almenrausch und Pulverschnee
- 1994: Großstadtrevier (Bodycheck)
- 1994: Familie Heinz Becker (Folge Modenschau)
- 1997: Wilde Zeiten
- 1999: Gute Zeiten, schlechte Zeiten
- 2001: Vollweib sucht Halbtagsmann
- 2002: Herz in Flammen

### Theateraufzeichnungen
- 1980: Pension Schöller
- 1982: Meine Frau erfährt kein Wort
- 1993: Anything Goes (Theater des Westens Berlin)